# Soziales Österreich der Zukunft
Soziales Österreich der Zukunft (Kurzbezeichnung: SÖZ) ist eine österreichische Kleinpartei, die bei der Landtags- und Gemeinderatswahl in Wien 2020 erstmals antrat.

## Geschichte und Positionen
SÖZ (Türkisch: söz = das Versprechen) wurde 2019 von Hakan Gördü gegründet. Sie entstand aus einer Umbenennung der Liste Gemeinsam für Wien (GfW), welche bei der Landtags- und Gemeinderatswahl in Wien 2015 angetreten war, und deren Fusion mit der Liste Neue Bewegung für die Zukunft. Parteiobmann Gördü hatte 2015 auf Bezirksebene für die GfW kandidiert, jedoch kein Mandat errungen. Bis 2016 war er stellvertretender Vorsitzender der Union Europäisch-Türkischer Demokraten (heute: Union Internationaler Demokraten), trat jedoch nach kontroversen Aussagen im Zusammenhang mit dem Putschversuch in der Türkei 2016 zurück. Die zentralen Themen der Partei sind der Kampf gegen Islamophobie, die Förderung von mehr Multikulturalismus und der Schutz von Minderheiten.
Entgegen der in den Medien oft verwendeten Bezeichnung als Migrantenpartei betonte Hakan Gördü, dass SÖZ sich nicht alleine „migrantischen“ Themen widme. Hingegen verspreche er „gesamtgesellschaftlichen Fortschritt. Und dass Minderheiten sich an politischen Prozessen beteiligen und die Zukunft aktiv mitgestalten können.“ Die SÖZ positioniert sich laut eigenen Angaben „links der Mitte.“ Eine Beeinflussung der Partei aus dem Ausland schloss er aus, die türkische Innenpolitik solle nicht Menschen in Österreich trennen. Die Partei beschreibt sich als „sozial ökologisch“, neben dem Einsatz für Minderheiten sind Umweltschutz und soziale Gerechtigkeit wichtige Themen.

## Wahlantritte

### Wiener Landtags- und Gemeinderatswahl 2020
Im Vorfeld der Landtags- und Gemeinderatswahl konnte SÖZ genügend Unterschriften sammeln, um in allen 18 Wahlkreisen kandidieren zu dürfen. Bei der parallel stattfindenden Bezirksvertretungswahl kandidierte die Partei in 19 von 23 Bezirken (nicht im 1., 4., 6. und 8. Bezirk). Entgegen dem ursprünglichen Plan, Hakan Gördü als alleinigen Spitzenkandidaten für die Landtagswahl aufzustellen, konnte die vormalige Nationalratsabgeordnete Martha Bißmann (parteilos, davor Liste Pilz) für eine Doppelspitze gewonnen werden. Sie kündigte an, sich mit der SÖZ gegen Rassismus und Alltagsdiskriminierung engagieren zu wollen. Bißmann trat der SÖZ selbst dafür jedoch nicht bei. Ein Kuriosum unter den Kandidaten für die Bezirksräte war Alfred „Ali“ Wondratsch, ein vormaliger FPÖ-Bezirksrat, der 2012 zum Islam konvertierte und seitdem der einzige muslimische Funktionär der Wiener FPÖ gewesen war. Die Partei erlangte 1,20 % der Wählerstimmen und zog damit nicht in den Landtag ein, jedoch gelang mit insgesamt sieben Mandataren der Einzug in sechs Bezirksvertretungen. Zwei Bezirksvertreter (darunter Parteiobmann Gördü) errang SÖZ im Bezirk Favoriten, Spitzenkandidatin Bißmann zog in den Bezirksrat von Ottakring ein.
Die Partei stellte ein Antreten bei der Gemeinderatswahl in Bißmanns Heimatstadt Graz in Aussicht, wozu es jedoch nicht kam. Bei der Bundespräsidentenwahl 2022 unterstützte SÖZ Amtsinhaber Alexander Van der Bellen. Bei der Nationalratswahl 2024 rief SÖZ auf Facebook dazu auf, die „Liste Gaza“ zu unterstützen.

### Wiener Landtags- und Gemeinderatswahl 2025
Bei der Landtags- und Gemeinderatswahl 2025 kandidiert SÖZ in 18 von 23 Bezirken (nicht in den Bezirken Neubau, Josefstadt, Alsergrund, Hietzing und Döbling). Bei der Bezirksvertretungswahl ist die Partei in 14 von 23 Bezirken auf dem Wahlzettel zu finden.